# Ritratto di Franco Califano
Ritratto di Franco Califano è un album raccolta di Franco Califano, pubblicato nel 1981 dalla Record Bazaar.

## Tracce
- 'N attimo de vita
- Quattro Regine e quattro Re
- Semo gente de borgata
- L'urtimo amico va via
- Beata te, te dormi
- 'Mbriacate de sole
- Ok papà
- Io me mbriaco
- Poeta saltimbanco
- Devo dormire
- Malinconico tango
- Primo di settembre